# Hävringe

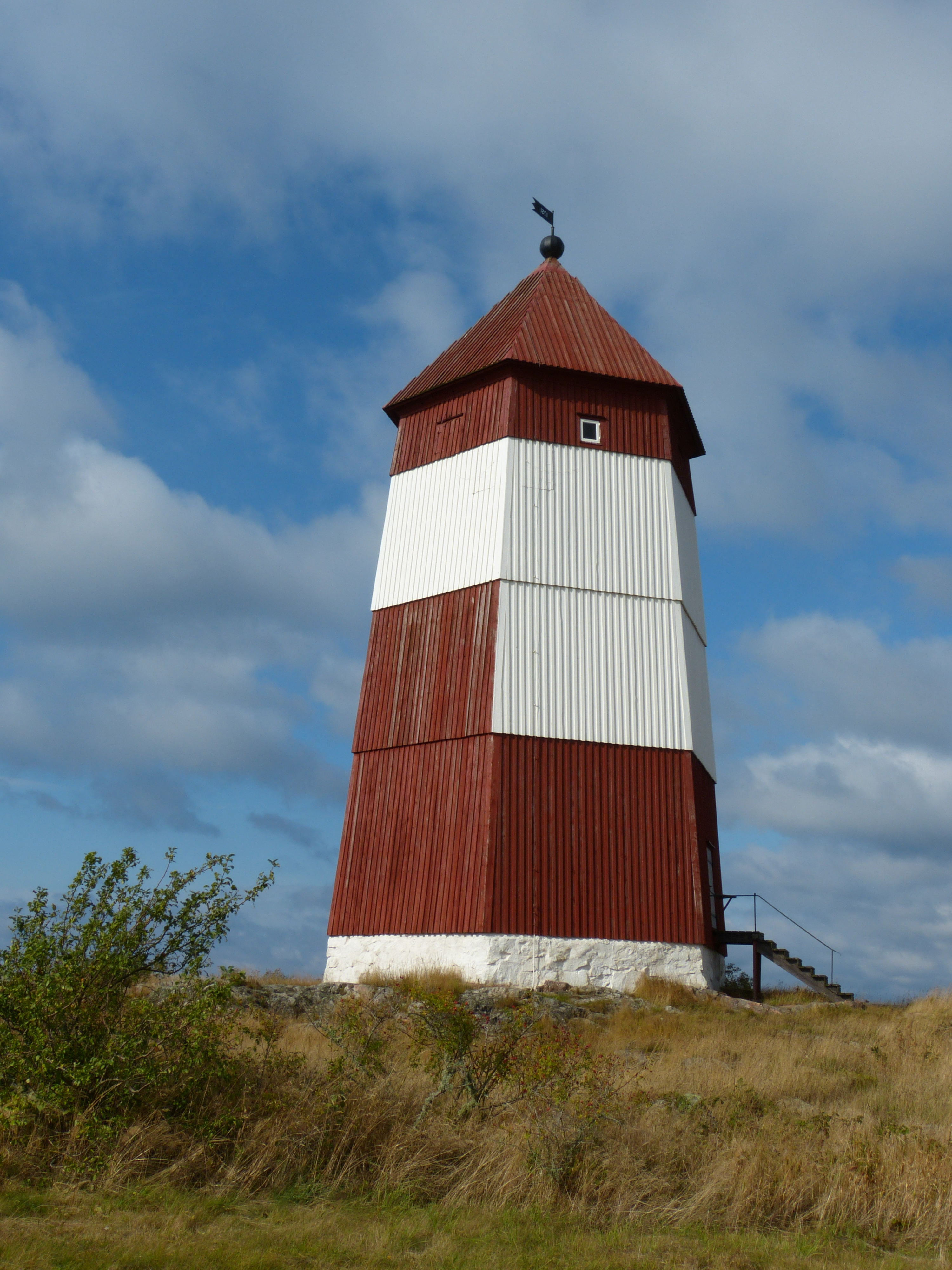
Hävring båk i inloppet till Oxelösund, Nyköping

Hävringe är en ö och tidigare fyr- och lotsplats i Oxelösunds yttre skärgård vid inloppet till hamnarna i Nyköping, Norrköping och Oxelösund. 
Öns främsta kännetecken är den 22 meter höga sexkantiga båken som byggdes 1750–1752 och som sedan 1751 varit ett angöringsmärke. Båken är en timmerkonstruktion, klädd med rödmålad träpanel och bekostades av borgaren Carl Arwedson i Nyköping. På 1880-talet fungerade den även som fyr genom att en lampa hängdes upp i ett fönster. Båken är statligt byggnadsminne sedan 14 december 1978.
Båken vid Hävringe ersatte en äldre båk, som 1725 anges vara alldeles nedfallen och i behov av att ersättas.
Lotsstugornas ursprungliga ålder är inte känt, men 1813 uppfördes en ny lotsstuga som ersatte en äldre av okänt datum.
Vid mitten av 1700-talet fanns här tre lotsar. De ökades på 1860-talet till fyra, och under 1900-talet fanns här fem lotsar.
År 1891 byggdes två fyrar på Hävringe, som också fick fyrbetjäning. Lotsplatsen drogs in 1986 för att flyttas till Sandviken i Oxelösund.

## Fyrskeppsstation
Hävrige fyrskepp låg förankrat i fritt vatten drygt sex distansminuter ostsydost om ögruppen Hävringe och utgjorde angöringsfyr för farlederna till Oxelösund och Nyköping. Fyrskeppsstationen ersattes 1967 av kasunfyren Gustaf Dahlén, som dock placerades cirka tre sistansminuter längre åt norr.

### Skeppslista
| Nummer | Namn        | Tjänstgöringsår |
| ------ | ----------- | --------------- |
| 2B     | Almagrundet | 1927–1951       |
| 29     | Ölandsrev   | 1952–1967       |

## Historiska bilder

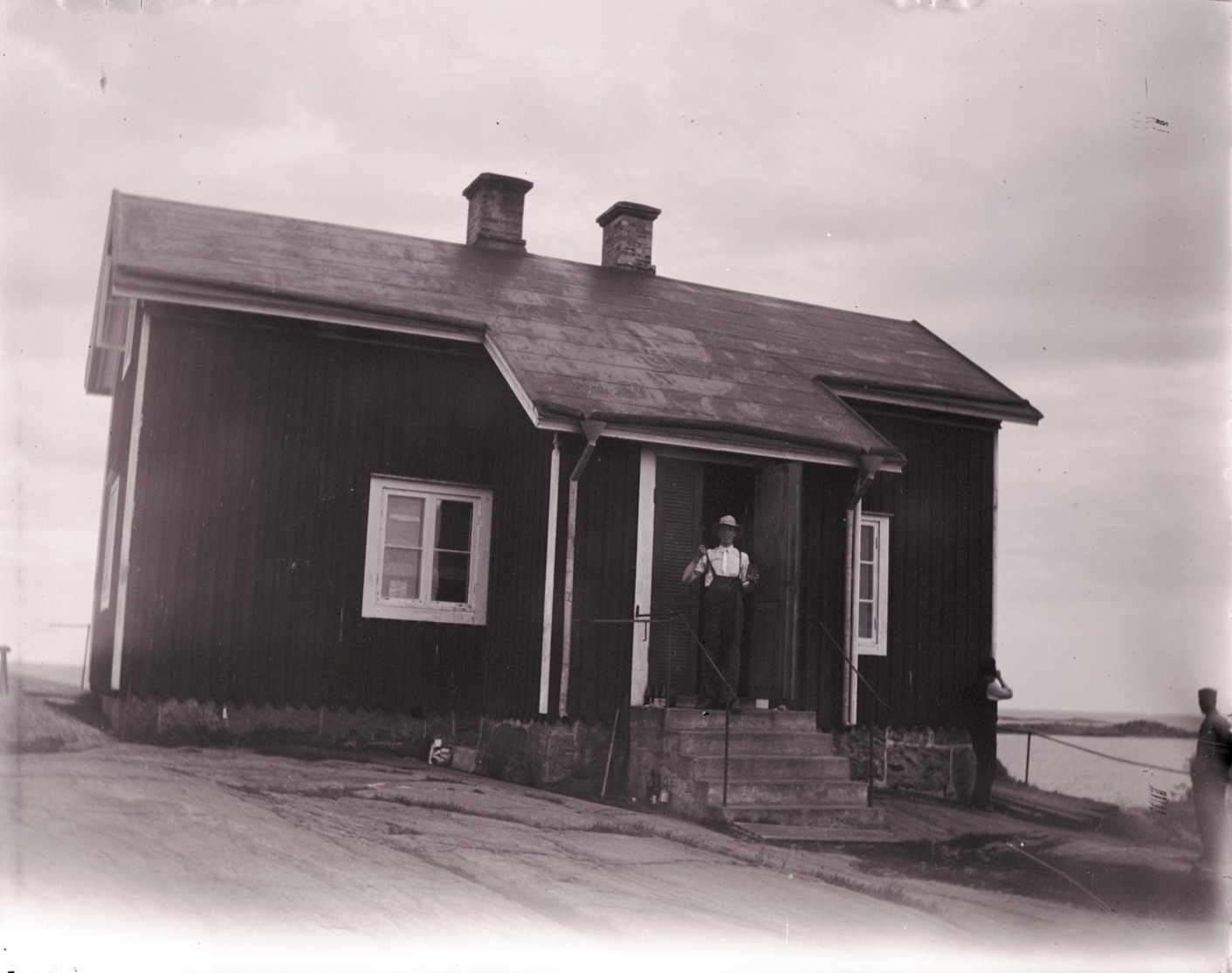
Lotsvaktstugan på Hävringe, 1890-tal.
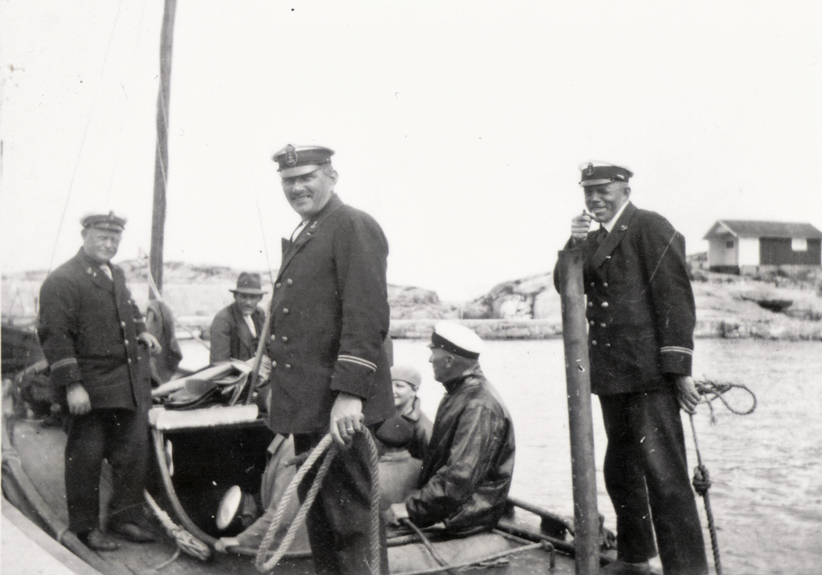
Sveriges första lotsbåt med motor, "Mulle" byggd 1905, på väg från Hävringe omkring 1920–1930-talet.